# Juan de Segura

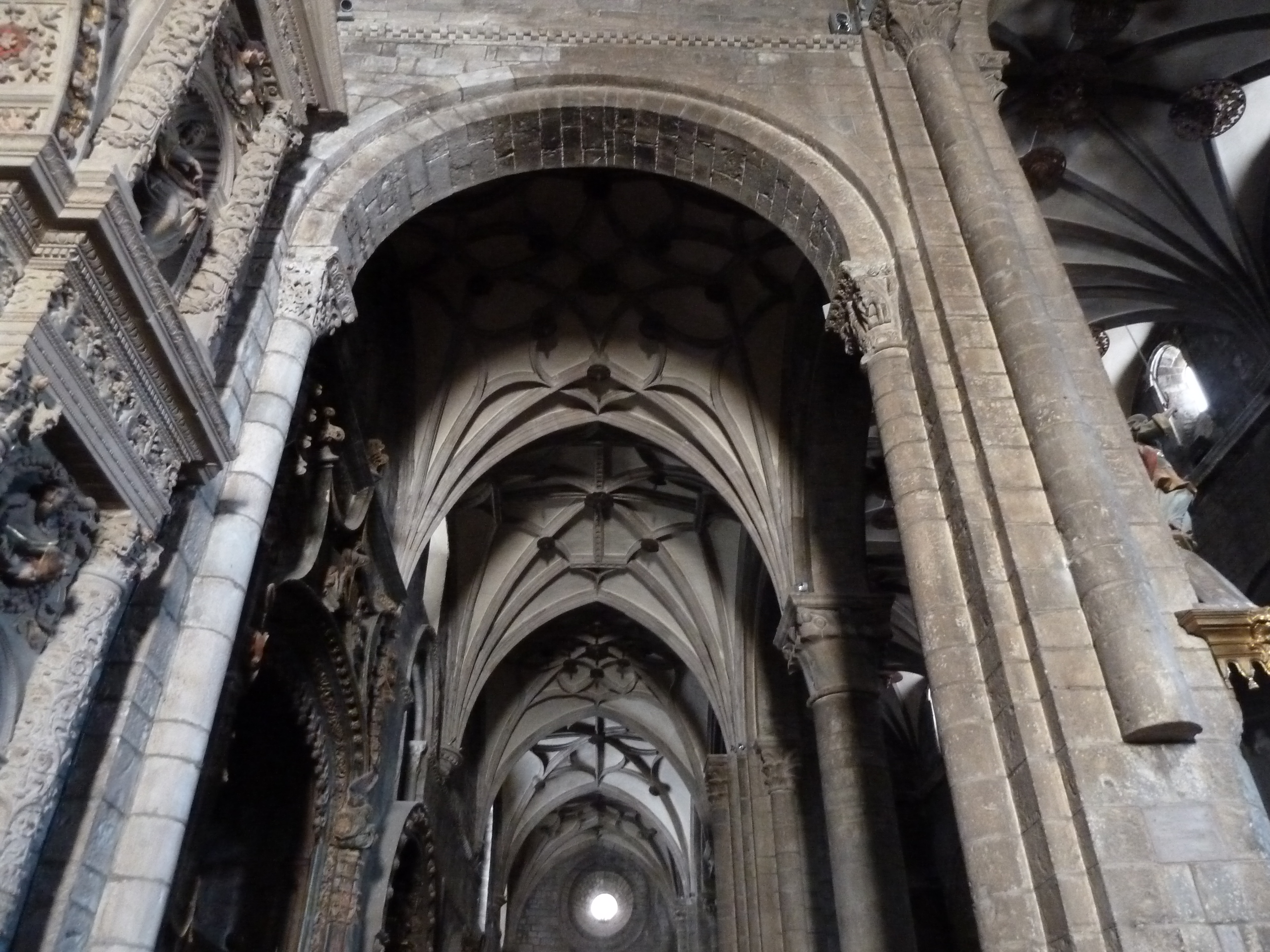
Voltes de les naus laterals de les capelles de la catedral de Jaca, realitzades per Juan de Segura

Juan de Segura fou un arquitecte espanyol, del segle xvi, nascut a Aragó, potser a Osca.

El 1520, realitzà les voltes de les naus laterals de les capelles de la catedral de Jaca, obeint al gòtic decadent. El 15 de maig de 1525 contractà amb el senyor de Sallent de Gállego (Osca), Joan V de Lanuza, lloctinent del regne, la reforma de l'església d'aquell vila. És d'una nau, amb volta també d'estil ogival decadent; té 28 claus i en aquestes les armes dels Lanuza i la creu de Calatrava. En la capitulació es pacta que aquestes claus han de portar roses com en la Seu de Jaca i que la pedra s'extraurà de les pedreres dels llocs d'Atarés i Santa Creu de la Serós,
| « | <porque en toda la tierra no hay mejor piedra>. | » |

es porti a Jaca i d'aquí a Sallent. Segura va rebre en pagament 662 ducats i 16 sous.

Pels anys de 1529 era arquitecte-director de la preciosa catedral de Barbastre, acabada el 1533, del qual temple en diu Quadrado:
| « | <Tal vegada una catedral de més grans records se li exigiria un caràcter més monumental, més severitat en les formes, llum més opaca i misteriosa; però a la de Barbastre li està bé la seva elegància i rialler adorn i les seves buides naus, preses amb claus d'or com un pavelló de triomf.> | » |

Des del mes de maig de 1525 fins al setembre de 1532 aixecà l'església d'Alquézar (Osca), la qual menciona el cosmògraf portuguès João Baptista Lavanha com una de les obres més excel·lents d'Aragó, en el seu Itinerario d'aquest regne. En pagament va rebre la suma de 42,00 sous. També va fer l'església alta del Castell de Montaragó. Totes aquestes obres de Segura obeeixen al mateix estil apuntat.